# 152/50 A. Mod. 1918
Il 152/50 A. Mod. 1918 è un cannone pesante progettato in Gran Bretagna e prodotto su licenza dall'Italia, impiegato dall'artiglieria costiera durante la seconda guerra mondiale.

## Storia
Il pezzo originale fu prodotto nel 1918 dalla Ansaldo su licenza della britannica Armstrong, come indica la sigla "A." nel nome completo. Fu installato nelle piazzeforti della Regia Marina ed impiegato dalla Milizia Marittima di Artiglieria (MILMART) che gestiva le batterie.

## Tecnica
- granata in acciaio, carica in tritolo o pentrite o miscela acido picrico-tritolo (MAT) o miscela binitrofenolo-tritolo (MBT), del peso di 45,9 kg.
- granata "inglese" da 152/13 cinturata per cannoni da 152/32, 152/45 e 152/50: 
  - granata da 152/13 "inglese corta": in acciaio, carica in amatolo 60/40 o amatolo 80/20 o amatoxol, del peso di 43,6 kg.
  - granata da 152/13 "inglese lunga": in acciaio, carica in trinitrofenolo (liddite) o tritolo, del peso di 45 kg.
- shrapnel da 152 mm: in acciaio, del peso di 47,7 kg.
- granata a bocchino posteriore (b.p.) da 152/50, in acciaio, carica in tritolo, del peso di 51 kg.
- granata a bocchino posteriore (b.p.) da 152/45 - 152/50, in acciaio, carica in tritolo, del peso di 47,1 kg.
- granata perforante da 152 mm: in acciaio, carica con tritolo, peso di 49 o 53 kg.

La bocca da fuoco in acciaio al nichelio, con otturatore a vite a gradini, ha rigatura a 58 rilievi destrorsi a passo costante e pesa 8,118 tonnellate. Essa è inserita nella culla, che a sua volta è incavallata su diversi tipi di affusto a seconda del tipo di installazione.

### Installazione a cupola
Questa installazione, completamente chiusa, è costituita da una piattaforma a tamburo che ruota, mediante una corona di rulli, su una rotaia ancorata al fondo del pozzo in calcestruzzo. La piattaforma, cilindrica, è chiusa superiormente, nella parte che emerge sopra il terreno, da una calotta emisferica corazzata di 5,18 metri di diametro in acciaio spesso 150 mm. L'affusto ad aloni è fissato alla piattaforma e sostiene la culla, alla quale è collegata dai due cilindri del freno di sparo idraulico con recuperatore a molle.

### Installazione a piedistallo
La culla è incavalcata sull'affusto a piedistallo, collegata dai freni idraulici. L'affusto è fissato su una piattaforma scudata che brandeggia sopra una corona di rulli, fissata alla piastra di fondazione ad una piattaforma girevole sopra una corona di rulli sistemata sulla piastra di fondazione.